# 須賀寿江

須賀 寿江（すが としえ、1977年12月12日 - ）は、日本の元女子プロボクサーである。埼玉県熊谷市（旧大里郡妻沼町）出身。JBスポーツクラブ所属。

## 来歴
アマチュアで活動し、2002年東京都大会で決勝に進むが、小関桃にRSC負け。
2003年6月25日、彩菜真戦でプロデビュー。
2004年10月29日、金光玉とIFBA世界バンタム級王座を懸けて対戦したがKOで敗退。
2005年3月13日、猪崎かずみに敗れ引退。